# Polar Expressz
A Polar Expressz (eredeti cím: The Polar Express) egy 2004-es amerikai animációs fantasy, film és kalandfilm, amely Chris Van Allsburg azonos című gyermekkönyve alapján készült. A filmet Robert Zemeckis, a Vissza a jövőbe és a Forrest Gump filmek rendezője alkotta meg. A film motion capture digitális technika segítségével készült, amelyben az élőszereplő színészek játéka animációként elevenedik meg a filmvásznon. Ez a film volt a rendező első motion capture, animációval ötvözött filmje, melyhez hasonlóan, a későbbiekben még számtalan alkotás született. A legfontosabb főszerepet Tom Hanks látja el a filmben, aki nem kevesebb, mint öt különböző szerepet alakít. A film témája a karácsony lényegével és igaz értelmével foglalkozik, amelyben keverednek a mesés elemek. Már a nyitóhétvégén óriási sikert aratott, mind a kritikusok, s mind a nézőközönség körében, máig is az egyik legszebb karácsonyi filmként van nyilvántartva. A kisfiú szerepben : Csák Gergő Balázs
Az Egyesült Államokban 2004. október 10-én mutatták be, Magyarországon pedig nem sokkal karácsony előtt, december 9-én. A film több Oscar-díj jelölést is kapott.

## Történet
|  | Alább a cselekmény részletei következnek! |

Hűvös karácsonyi éjjelen járunk az 1950-es években. Egy kisfiú abban a bizonyos korban jár, mikor már megkérdőjelezi a Mikulás létezését és hogy a karácsony nem több, mint a szülők szórakozása és puszta kitalációja. Nyugtalanul forgolódik az ágyában, amikor váratlanul hangos kerékcsikorgás és zakatolás veri fel őt, és az ablakhoz vonzza. Egy hatalmas vonat áll meg egyenesen a házuk előtt. A vonat nagybajuszú kalauza azt mondja, egyenesen érte jöttek. Az úgynevezett Polar Expressz végállomása nem más, mint az Északi-sark, utasai ezer és ezer, hősünkhöz hasonló pizsamás gyermek, akik azért ülnek eme varázslatos vonaton, hogy találkozhassanak a Mikulással, aki az Északi-sarkon majd kiválasztja azt a gyermeket, akinek elsőként adja oda a legelső és legszebb karácsonyi ajándékot, mely csodálatosabb lesz valamennyi ajándék közül. E csodálatos megtiszteltetés kiválasztottja pedig akárki lehet. Az úti cél mesés, az odáig tartó utazás pedig lélegzetellátó. De vajon valóság ez, vagy csupán csak egy szép hosszú álom? A kisfiú számára újra és újra felvetődnek saját kételyei és bizonytalanságai, melyeknek leküzdése csak egy a sok akadály közül, ami az expressz célba érését hátráltatja. A borzasztó hóakadályok és természeti katasztrófák csapásai mellett hősünknek számtalan kalandban lesz része a mozdony ideiglenes vezetésével, egy magányos kisfiúval és egy kedves lánnyal, valamint a vonat egyik ismeretlen, titokzatos utasával. Mindemellett fel kell magában fedeznie a karácsony lényegének igazi mibenlétéét, csak így lesz képes megérteni és átérezni ennek az utazásnak valódi lényegét...
|  | Itt a vége a cselekmény részletezésének! |

## Szereplők
- Tom Hanks, mint 
  - A Kalauz (magyar hangja Balázs Péter): A Polar Expressz hosszú bajszú, nagy-kedélyű kalauza. Ő invitál fel valamennyi gyereket az expressz utasai közé. Percnyi pontossággal végzi a munkáját, és mindennél fontosabbnak tartja, hogy a vonat időben beérjen az Északi-sarkra, akármi is történjék. Az ő dolga továbbá a menetjegyek kezelése, melyet nem a szokásos módon végez; minden gyerek jegyére egy-egy szót lyukaszt, ami a legjobban rászolgál ama gyerek építőjellemére.
  - A Hajléktalan (magyar hangja Gesztesi Károly): A Polar Expressz tetején utazó egyszerű hajléktalan. Sokat segít a kisfiúnak, hogyha gondjai támadnak. Ám minden bizonnyal csak szellem, aki hősünk egyik kivetüléseként jelenik meg, valahányszor kétségei támadnak a Mikulás és a karácsony kapcsán. Ő Polar Expressz titokzatos kísértete.
  - A Mikulás (magyar hangja Bácskai János): Mindenki ismeri, és szereti, ám kevesen hisznek benne. A Mikulás északi-sarki otthonában több ezer, szorgos manó segítségével készíti el a játékokat, amiket majd szétoszt a gyerekeknek a világ minden táján. Azonban csak egy valaki lehet az, akit személyesen választ ki, hogy átadja neki a legelső karácsonyi ajándékot. Ez a valaki pedig, egy Polar Expressz utasai közül.
  - Az Apa (magyar hangja Forgács Péter): A Kisfiú és a kis Sarah édesapja. Gyermekeinek sokat mesél a Mikulásról, ám ő is, ahogy a többi felnőtt már nem hisz benne.
  - A Mesélő (magyar hangja Kőszegi Ákos): A főhős kisfiú felnőtt énje, aki gyermekkorának egy visszaemlékezéseként meséli el a történetet. Öreg, korosodó emberként mutatkozik meg a filmben.
- Daryl Sabara, mint A Kisfiú (magyar hangja Jelinek Márk): A történet főhőse. Egy tizenéves kisfiú, akinek a karácsony közeledtével kétségei támadnak a Mikulás létezése kapcsán. Azonban a Polar Expresszen tett utazás egy életre szóló leckével szolgál számára; nemcsak a Mikulás létezését válaszolja meg, de egyben olyan tanulságot nyújt, mely minden ember számára kellő értékkel bír. A Kisfiú hangját gyermekszínész, mozgását szintén Tom Hanks szolgáltatta.
- Nona Gaye, mint a Kislány (magyar hangja Kántor Kitty) : Egy kedves, afro-amerikai kislány, a Polar Expressz egyik utasa. Igyekszik mindenkivel jót tenni és segíteni másokon. Hamar a főhős Kisfiú barátja lesz. Mozgását Tinashe szolgáltatta.
- Jimmy Bennett, mint Billy, a magányos kisfiú:  Egy egyedüli, magányos fiúcska, aki utolsóként száll fel a Polar Expresszre. Igen félénk és nincs sok barátja. A főhős Kisfiú és Kislány hamar a szívükbe zárják őt. Mozgását Peter Scolari szolgáltatta.
- Eddie Deezen, mint Okoska (magyar hangja Sánta Balázs): Egy okoskodó, mindent tudó fiú a Polar Expresszen. Mozgását Jimmy "Jax" Pinchak szolgáltatta.
- Michael Jeter, mint
  - A mozdonyvezető (magyar hangja Németh Gábor): A Polar Expressz kissé türelmetlen mozdonyvezetője.
  - A masiniszta (magyar hangja Görög László): A hosszú szakállú masiniszta, aki fájdalmában rénszarvas hangokat ad ki. E képesség nagy hasznára lesz az expressznek egy akadály során.
- Leslie Zemeckis, mint Sarah: A főhős kisfiú húga, ő nem utazik a Polar Expresszen. Mozgását a rendező, Robert Zemeckis kislánya szolgáltatta.
- Charles Fleischer, mint a Főmanó (magyar hangja Katona Zoltán): A manók vezetője az Északi-sarkon.

A Polar Expresszen felszolgáló pincérek mozgását Josh Eli, Rolandas Hendricks, Jon Scott, Sean Scott, Mark Mendonca, Mark Goodman és Gregory Gast, szolgáltatták. A manókat Eric Newton, Aidan O'Shea, Aaron Hendry, Kevin C. Carr, Bee Jay Joyer, Jena Carpenter, Karine Mauffrey, Beth Carpenter, Bill Forchion, Devin Henderson, és Sagiv Ben-Binyamin keltették életre.

## Produkció
A film legtöbb jelenetét élőszereplők játszották bluebox technika segítségével. A legtöbb színész speciális mozgásrögzítő ruhát viselt, amelyekre később vitték fel az animációt. Egyes jeleneteknél viszont élő látványvilágot alkottak a filmhez; ilyen például az Északi-sark, amely házainak a kialakításához több mint 80 építész dolgozott. Ezeket a jeleneteket egy kis chicagói belvárosban, Pullman-ben forgatták, s a film hitelességéért néhány házat rekonstruáltak, melyek közül sok ház a mai napig megmaradt abbeli formájában. A felvett élő környezetet, csakúgy mint a színészek játékát, a filmen animátorok alakították át. Többek között ilyen az állomás jelenete is, amelyet a pennsylvania-i vasútállomáson forgattak, New Yorkban.

## Fogadtatás

### Kritikai fogadtatás
A film egyhangúlag pozitív visszajelzéseket kapott a kritikusoktól. A Metacritic 62%-ra értékelte a filmet, míg a Rotten Tomatoes oldalán összesen 68%-ot kapott. Roger Ebert a The Independent kritikusa összesen négy csillaggal jutalmazta filmet, mindenekelőtt kiemelte káprázatos látványvilágát, és mély értékekkel bíró mondanivalóját. "Különös, kísérteties, ugyanakkor szórakoztató, örömteli karácsonyi film, ami varázslatos módon magával ragad" állítja a kritikus. A Polar Expressz továbbá, a mai napig szerepel a világ Top 10-es animációs filmjeinek listáján, az Amerikai Filmintézet nyilvántartása szerint.

### Box office
A film már a második hétvégén 23,323,463 dolláros bevételt hozott, ezzel a 2004-es év második legjobb nyitásával büszkélkedhetett, A Hihetetlen család mellett. Az elkövetkezendő hónapokban is tartotta a 30,629,146 dolláros bevételeket s olyan vetélytársak ellenére, mint a Kelekótya karácsony vagy a Spongyabob mozifilm mellett, amelyek szintén sikeresnek bizonyultak. 2005 újévére a Polar Expressz több, mint 160 millió dollárt zsebelt be az Egyesült Államokban, míg világszerte 306,845,028 összbevétellel teljesített.

## Érdekességek
- A kalauz egyik mondata a film során, mikor a Kisfiúnak kiállt "Fuss, fiam, fuss", a Forrest Gump-ból származik. Utalás Robert Zemeckis rendező korábbi filmjére, valamint arra, hogy mindkét szerepet Tom Hanks alakítja.
- A film egyik jelenetében a Kisfiú a mozdonyban kipróbálja a tülkölést, majd azt mondja "erre vágytam egész életemben". Ez szintén egy utalás a rendező egyik korábbi filmjére, ugyanis ezt a Vissza a jövőbe III-ban mondja (és csinálja) a doki.
- A film egyik jelenetében a kalauz és a gyerekek arról beszélgetnek, hogy a játékok az évek múlásával milyen sorsra is jutnak, ha elhasználódnak és a gyerekek kidobják őket. Egy ehhez hasonló mondat hangzik el a Toy Story-ban is, a Disney és Pixar híres filmjében, ahol Tom Hanks szólaltatja meg Woody seriffet.
- Ugyanennél a jelenetnél a Kisfiú számára megelevenedik egy bábu, ami Ebenezer Scrooge-ot mintázza. Ez utalás Charles Dickens híres Karácsonyi ének című művére. A bábu hangját ugyancsak Tom Hanks kölcsönzi.
- Amikor a Kisfiú először találkozik a Hajléktalannal, az éppen a Good King Wenceslas című karácsonyi éneket játssza a tekerőlantján. A magyar változatban ez a Csendes éj című karácsonyi dal lett.

## Jelölések
A filmet három Oscar-díjra is jelölték:
- "Legjobb vágás" (Randy Thom és Dennis Leonard)
- "Legjobb vizuális hatások" (Randy Thom, Tom Johnson, Dennis S. Sands és William B. Kaplan)
- "Legjobb filmzene" (Alan Silvestri)